# Norðragøta
Norðragøta es una localidad feroesa perteneciente al municipio de Eystur, del cual es la capital. Está situada en el este de la isla Eysturoy, la segunda mayor del archipiélago. Tiene 609 habitantes en 2011.

## Historia
No se sabe a ciencia cierta la fecha de fundación de Norðragøta, pero la localidad es ya mencionada en la Saga de los Feroeses. En esa obra, Norðragøta está relacionada con Tróndur í Gøtu, jefe vikingo oriundo de Gøta —no se sabe realmente si el nombre se refiere a Norðragøta o a Syðrugøta, pero más comúnmente se asocia con la primera. Tróndur í Gøtu, defensor del paganismo nórdico, se enfrentó al cristiano Sigmundur Brestisson, cuya causa finalmente ganó la disputa, instalándose el cristianismo como la religión de las Islas Feroe hacia el año 1000.
Norðragøta fue la capital del municipio de Gøta entre 1912 y 2009, que incluía además los pueblos vecinos de Gøtueiði, Gøtugjógv y Syðrugøta. En 2009 el municipio se fusionó con el municipio de Leirvík para formar el nuevo municipio de Eystur.

## Deporte
En Norðragøta se localiza el estadio del club de fútbol Víkingur Gøta, creado en 2008 a partir de la fusión del GÍ Gøta y el Leirvík ÍF.